# ساری‌قمیش‌قشلاق
ساری‌قمیش‌قشلاق، روستایی از توابع بخش مرکزی شهرستان بوکان در استان آذربایجان غربی ایران است.

## جمعیت
این روستا در دهستان بهی فیض‌الله بیگی قرار دارد و براساس سرشماری مرکز آمار ایران در سال ۱۳۸۹۵، جمعیت آن ۴۲۳ نفر (۱۲۸خانوار) بوده‌است.